# Clave natural
Una clave natural que también se le puede llamar clave de dominio o clave de negocio es, en el modelo relacional de base de datos, una clave candidata que tiene una relación lógica con los mismos atributos dentro de una fila. 

## Ventajas
La ventaja más sobresaliente es una clave delegada que no tiene ninguna relación lógica, la cual ya existe, por lo que no hay necesidad de agregar una nueva columna artificial para el esquema. Utilizando una "clave natural" se simplifica la calidad de datos si es que uno se puede identificar: Se asegura que solamente pueda haber una fila para una clave, lo que una «clave verdadera» puede verificar, ya que la clave natural se basa en una auténtica observación del mundo.

## Desventajas
La principal desventaja de seleccionar una clave natural es que el valor puede cambiar y el motor de datos posiblemente no sea capaz de procesar ese cambio a través de las claves externas relacionadas. Por ejemplo si persona_nombre se utiliza como clave para la tabla persona, y una persona se casa y cambia su nombre, después todas las tablas relacionadas se deben actualizar de una a muchas personas. La desventaja secundaria de usar una clave natural es la identificación de la unicidad. La clave principal debe tener las cualidades que identifican de forma única una fila. No obstante, puede ser difícil (o puede agregar condiciones) para crear una clave natural sobre una mesa. Por ejemplo, si persona_nombre se utiliza como clave natural para la clave persona, muchas personas pueden compartir el mismo nombre y todos, excepto la primera entrada será rechazada en su duplicación. La restricción de unidad puede ser superada mediante la suma de una columna extra a la clave primaria, al igual que calle_dirección, para aumentar la singularidad.